# Convolvulus recurvatus
Convolvulus recurvatus är en vindeväxtart. Convolvulus recurvatus ingår i släktet vindor, och familjen vindeväxter.

## Underarter
Arten delas in i följande underarter:
- C. r. nullarborensis
- C. r. recurvatus